# Sandàraca

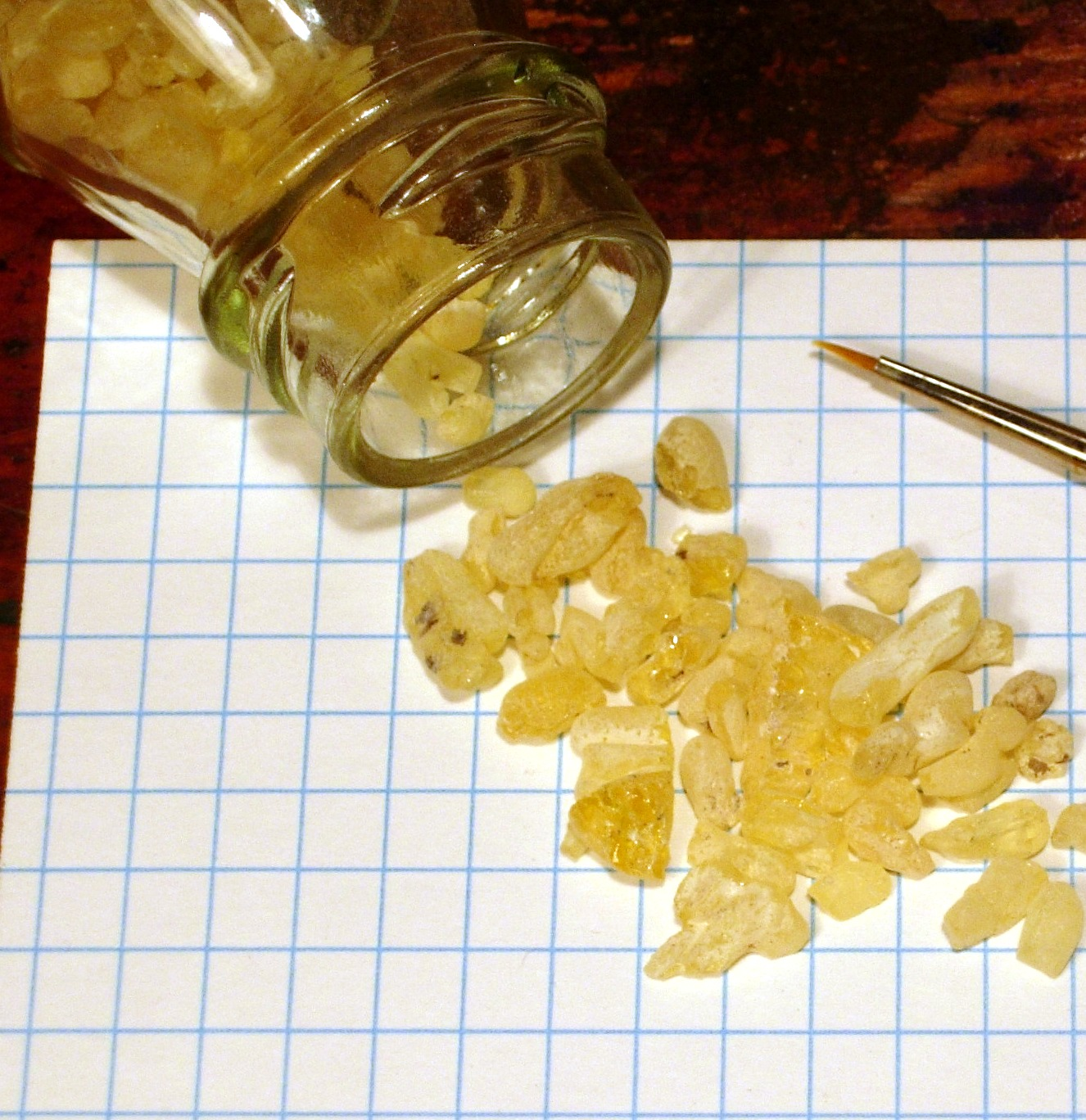
Llàgrimes de sandàraca

La sandàraca (del grec σανδαράκη,‘realgar’) és una resina groguenca que s'obté del ginebre, de la Tetraclinis articulata i d'altres cupressàcies.
La resina és un exsudat natural de l'arbre, però se'n pot estimular la producció realitzant incisions en les escorces. Es comercialitza en forma de petites boles o llàgrimes. És lleugerament més dura que l'almàixera.
S'ha emprat com a encens i com a medicament, per exemple a Aràbia i Pèrsia per a la diarrea. S'obté una resina semblant d'altres xiprers a la Xina i a Austràlia a partir d'espècies del gènere Callitris. En l'actualitat s'empren encara per fabricar vernissos de qualitat i s'usa en pols amb el nom de «pols de sandàraca».